# Бембо, Пьетро
Пьетро Бембо (итал. Pietro Bembo; 20 мая 1470, Венеция — 18 января 1547, Рим) — итальянский гуманист, кардинал и учёный. Оставил обширное литературное наследие: трактаты, письма, диалоги,  стихи, а также изложение истории Венеции с 1487 по 1513 гг.

## Биография
Пьетро Бембо родился в знатной семье венецианских патрициев, его первым учителем был придерживавшийся гуманистических традиций отец, Бернардо Бембо, который занимал высокие должности в Венецианской республике. С 1478 года Пьетро проживает с семьёй во Флоренции. Ему хорошо давались языки, Бембо быстро выучил тосканский диалект, позднее латынь и греческий язык в Мессине у знаменитого византийского филолога Константина Ласкариса.
Жил в Азоло при дворе Екатерины Кипрской, в Ферраре, Урбино и Риме, где стал выдающимся членом академии учёных Альда Мануция. При просвещенном дворе герцогини Урбинской был одной из главных интеллектуальных фигур в 1506—1511 годах.
В 1513 году Бембо стал секретарём Папы Льва Х, на время понтификатов Адриана VI и Клемента VII вернулся в Падую, где жила его возлюбленная Аброджина делла Торре (Морозина). До своей смерти в 1535 году Морозина родила Бембо троих детей, кроме того, известна долгая любовная и дружеская переписка между ним и Лукрецией Борджиа, с которой, как предполагается, его также могла связывать любовная связь.
В 1529 году Пьетро Бембо становится историографом Венецианской республики, а с 1530 г. руководил библиотекой Св. Марка. В 1539 году он получил титул кардинала по просьбе дожа Венеции, а через два года — епископство Губбио. Кардинал Пьетро Бембо благодаря своему разностороннему образованию считался долгое время кандидатом в папы.

## Творчество и наследие
«Об Этне» — диалог Пьетро Бембо, написанный по возвращении из Мессины, где он проходил обучение у Константина Ласкариса. Произведение написано в форме диалога между Пьетро и его отцом Бернардо. В нём рассказывается о восхождении на Этну, которое автор предпринял возвращаясь домой. Отец и сын обсуждают вулкан, его историю, опираясь на собственный опыт и произведения классиков. Книга была издана в 1496 году Альдом Мануцием.
В обширном литературном наследии Бембо самыми прославленными оказались «Азоланские беседы» — диалоги на итальянском языке в прозе и стихах. Впервые изданные в 1505 году, «Азоланские беседы», над которыми Бембо продолжал работать и в последующие годы, многократно переиздавались (в XVI веке было более двадцати их публикаций) и получили широчайшую известность. Своё сочинение Бембо посвятил знаменитой Лукреции Борджиа, возможно, вдохновившей его на создание «Азоланских бесед». В них сказывается сильное воздействие неоплатонической философии любви и красоты: акцент ставится на божественном происхождении красоты, на постепенной трансформации чувственной любви в духовную.
Бембо выступал и как теоретик проблемы формирования итальянского языка. В трактате «Рассуждения в прозе о народном языке» (1525 г.) он отстаивал преимущества тосканского диалекта, в котором видел основу литературной итальянской речи, и призывал обращаться к языку Петрарки и Боккаччо.
В стиле Петрарки написаны и многие лирические стихи Бембо, ставшего родоначальником поэзии петраркизма. Почитатели лирики великого поэта в Италии и за её рубежами — в Англии, Франции, Польше, Далмации — культивировали стиль Петрарки, размеры стихосложения, но особенно — гамму любовных чувств, дополняя её идеализированными схемами в духе философии неоплатонизма.